# Saint-Romain-sur-Gironde
Saint-Romain-sur-Gironde korábbi község Franciaországban, Charente-Maritime megyében. Lakosainak száma 64 fő (2015). Saint-Romain-sur-Gironde Floirac és Saint-Fort-sur-Gironde községekkel határos.
2018. január 1-jén Floirac új község része lett.

## Népesség
A település népessége az elmúlt években az alábbi módon változott:
| Lakosok száma | 61   | 52   | 38   | 53   | 51   | 50   | 52   | 61   | 64   |
|               | 1968 | 1975 | 1982 | 1990 | 1999 | 2006 | 2011 | 2013 | 2015 |